# Bluey (serie animata)
Bluey è una serie animata australiana del 2018 prodotta da Ludo Studio e commissionata da ABC Kids e BBC Worldwide/BBC Studios.
In Australia la serie viene trasmessa su ABC Kids dal 1º ottobre 2018, mentre in Italia viene mandata in onda dal 9 dicembre 2019 su Disney Junior; dopo la chiusura del canale, la seconda stagione viene distribuita su Disney+ dall'8 settembre 2021. Viene infine trasmessa in chiaro su Rai Yoyo dal 27 dicembre 2021 e DeA Junior dal 22 maggio 2024. La terza stagione viene trasmessa su Disney+ dal 10 agosto 2022.

## Trama
Bluey è una cagnolina di razza Australian Cattle Dog, che ha sei anni di età ed è sempre curiosa di esplorare il mondo che la circonda. Vive con suo padre Bandit, archeologo, sua madre Chilli, che lavora all'aeroporto, e la sorella minore Bingo, di quattro anni. Le due sorelle inventano di volta in volta dei giochi e spesso vi coinvolgono i genitori, le cugine Muffin e Socks oppure gli amici.

## Episodi
| Stagione         | Episodi | Prima TV originale | Prima TV Italia |
| ---------------- | ------- | ------------------ | --------------- |
| Prima stagione   | 52      | 2018-2019          | 2019-2020       |
| Seconda stagione | 52      | 2020-2021          | 2021            |
| Terza stagione   | 50      | 2021-2024          | 2022-2025       |

## Personaggi e doppiatori
I doppiatori originali dei bambini sono in molti casi i figli dei membri dello staff del programma. La loro identità non è nota e non vengono elencati nei titoli di coda.

### Protagonisti
- Bluey Christine Heeler: è una Blue Heeler di sei anni (sette a partire dalla terza stagione) ed è la protagonista del cartone. In italiano è doppiata da Ilaria Pellicone[9].
- Bingo Heeler: è una Red Heeler di quattro anni (cinque a partire dalla seconda stagione) ed è la sorella minore di Bluey. In italiano è doppiata da Alessandra Cannavale[9].
- Bandit Heeler: di razza Blue Heeler, è il padre di Bluey e Bingo e il marito di Chilli. Di professione è archeologo. È doppiato da David McCormack nella versione originale[10] e da Nanni Baldini in quella italiana.
- Chilli Heeler: di razza Red Heeler, è la madre di Bluey e Bingo e la moglie di Bandit. Lavora come agente di sicurezza in aeroporto. È doppiata da Melanie Zanetti nella versione originale[11] e da Giò Giò Rapattoni in quella italiana.

### Personaggi secondari e ricorrenti

#### Famiglia Heeler
- Muffin Cupcake Heeler: è la cugina di Bluey e Bingo e ha tre anni (quattro a partire dalla terza stagione). In italiano è doppiata da Sara Tesei [9] e Sofia Fronzi (Bluey: i corti)
- Socks Heeler[12]: è la sorella minore di Muffin, nonché cugina di Bluey e Bingo. Ha un anno (due a partire dalla terza stagione). In italiano è doppiata da Anita Ferraro[9].
- Stripe Heeler: è il padre di Muffin e Socks e il marito di Trixie. È il fratello minore di Bandit. È doppiato da Dan Brumm nella versione originale e da Luigi Ferraro in quella italiana[9].
- Trixie Heeler: è la madre di Muffin e Socks e la moglie di Stripe. È doppiata da Myf Warhurst nella versione originale e da Sara Ferranti in quella italiana[9].
- Radley Heeler: soprannominato Rad, è il fratello maggiore di Bandit e lavora su una piattaforma petrolifera. È doppiato da Patrick Brammall nella versione originale e da Fabrizio Manfredi in quella italiana.
- Chris Heeler: detta Nana[13], è la nonna di Bluey e Bingo. È doppiata da Chris Brumm nella versione originale, mentre in quella italiana da Graziella Polesinanti[9] nella prima stagione e da Monica Bertolotti dalla seconda.
- Bob Heeler: è il padre dei tre fratelli Bandit, Stripe e Rad, nonché nonno paterno di Bluey, Bingo, Muffin e Socks. È doppiato da Sam Simmons nella versione originale.
- Frisky: è la madrina di Bluey.[14] Nella seconda stagione, dopo l'episodio Due Babysitter, si fidanza con Radley. È doppiata da Claudia O'Doherty nella versione originale e da Ilaria Latini in quella italiana.
- Mort Cattle: è il padre di Chilli, nonché nonno materno di Bluey e Bingo.
- Brandy Cattle: è la sorella di Chilli, ovvero la zia di Bluey e Bingo, che compare per la prima volta nella terza stagione. È doppiata da Rose Byrne nella versione originale.

#### Altri personaggi
- Indy: è un'afgana di sei anni, una delle migliori amiche di Bluey.
- Lucky: è un Labrador Retriever di sei anni, amico e vicino di casa di Bluey.
- Chucky: è il fratello minore di Lucky. Ha cinque anni.
- Pat: è il padre di Lucky e Chucky e il marito di Janelle. È doppiato da Brad Elliot nella versione originale e da Daniele Raffaeli in quella italiana[9].
- Janelle: è la madre di Lucky e Chucky e la moglie di Pat. È doppiata da Anna Daniels nella versione originale e da Monica Ward in quella italiana.
- Mackenzie: è un Border Collie di sei anni, amico di Bluey e originario della Nuova Zelanda. È doppiato da Jack Simmons nella versione originale e da Valeriano Corini in quella italiana[9].
- Snickers: è un bassotto di sei anni, amico di Bluey. È doppiato da Samson Hyland nella versione originale e da Lucrezia Roma in quella italiana[9].
- Rusty: è un Kelpie australiano di sei anni. Suo padre serve nell'esercito. È doppiato in italiano da Tito Marteddu.
- Judo: è una Chow Chow di sei anni, amica e vicina di casa di Bluey.
- Lila: ha quattro anni ed è la migliore amica di Bingo.
- Wendy: è la madre di Judo e amica di Chilli.
- Calypso: è la maestra di Bluey. È doppiata da Megan Washington nella versione originale e italiano da Sara Labidi.
- Dusty: è un Kelpie australiano nonché la sorella minore di Rusty.
- Digger: è un Kelpie australiano nonché il fratello maggiore di Rusty.

## Produzione

### Ideazione e sviluppo

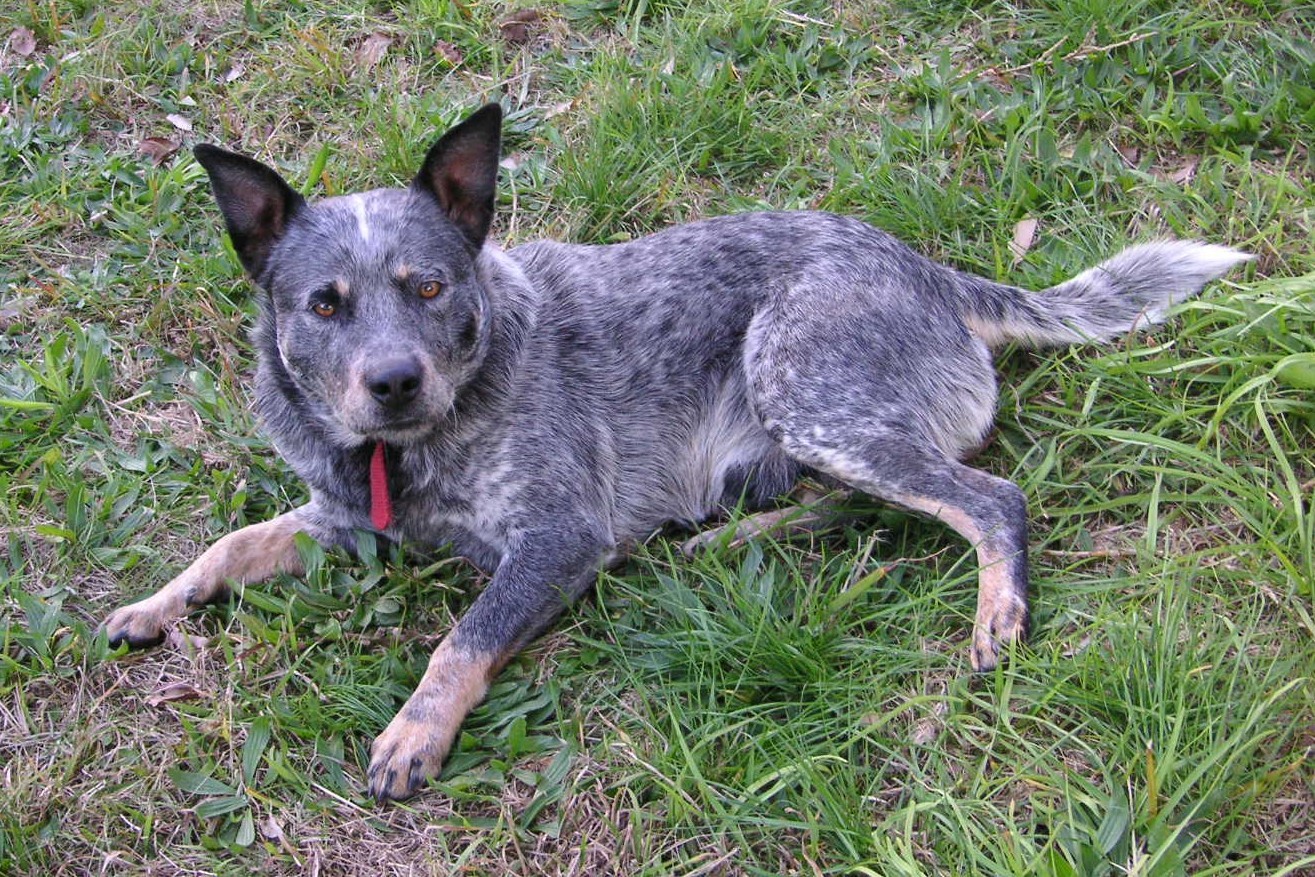
Un Australian Cattle Dog, conosciuto come Blue Heeler, ha ispirato la creazione di Bluey.

Nel luglio 2017, l'Australian Broadcasting Corporation e la British Broadcasting Corporation hanno co-commissionato Bluey come serie animata per bambini in età prescolare, realizzata dalla società di produzione del Queensland Ludo Studio con finanziamenti da parte di Screen Australia e Screen Queensland. Joe Brumm, il creatore della serie, si è ispirato alla sua esperienza nel crescere le sue due figlie e voleva ritrarre l'importanza della partecipazione dei bambini al gioco fantasioso. Brumm aveva precedentemente lavorato a programmi per bambini nel Regno Unito come animatore freelance e ha deciso di creare Bluey basandosi sulla serie animata britannica Peppa Pig, adattandola per il pubblico australiano. Nel 2016 ha prodotto un episodio pilota di un minuto attraverso la sua compagnia Studio Joho, che però conteneva alcuni comportamenti ritenuti pericolosi dai dirigenti dello studio (ad esempio, Bandit che spingeva Bluey su un'altalena così forte da farle fare un giro della morte). I co-fondatori Charlie Aspinwall e Daley Pearson hanno presentato il progetto pilota a conferenze come il MIPCOM in Francia. Pearson ha affermato che era difficile presentare la serie in quanto non era di alto livello, ma solo uno spettacolo sulla famiglia e sui giochi.
Dopo la produzione del primo episodio pilota, Brumm si è rivolto a Ludo Studio per sviluppare la serie. Lo studio ha sviluppato un campione di animazione di cinque minuti che è stato presentato all'Asian Animation Summit di Brisbane nel 2016, ed è stato quindi notato dai dirigenti della ABC e della BBC. Michael Carrington della ABC ha assistito alla presentazione e ha offerto a Ludo Studio un finanziamento di 20.000 dollari australiani per produrre un episodio pilota raffinato di sette minuti. Tale pilota, che poi è diventato l'episodio Il Weekend della prima stagione, è stato presentato all'Asian Animation Summit nel 2017. Le due reti ordinarono ufficialmente 52 episodi di sette minuti di Bluey, e la BBC ha finanziato il 30% del progetto e ha acquisito i diritti globali per la distribuzione e il merchandising. La serie viene interamente prodotta in Australia da un team locale, molti dei quali erano animatori per la prima volta da Brisbane.
Circa quindici episodi della serie vengono realizzati contemporaneamente. Dopo che le idee per la storia sono state concepite, il processo di scrittura della sceneggiatura, realizzato da Joe Brumm, ha luogo per un massimo di due mesi. Gli episodi vengono quindi realizzati con lo storyboard da artisti, che producono da 500 a 800 disegni in tre settimane consultando la sceneggiatura dello scrittore. Dopo che lo storyboard è terminato, viene prodotto un animatic in bianco e nero, al quale vengono aggiunti i dialoghi registrati indipendentemente dai doppiatori. Gli episodi vengono quindi lavorati per quattro settimane da animatori, artisti di sfondo, designer e team di layout. L'intero team di produzione vede un episodio quasi completato di Bluey di venerdì. Pearson ha affermato che nel tempo le visualizzazioni si sono trasformate in proiezioni di prova, con i membri della produzione che portano la loro famiglia, amici e bambini a guardare l'episodio. Il processo di produzione completo di un episodio richiede dai tre ai quattro mesi.

### Personaggi
I personaggi di Bluey rappresentano ciascuno una particolare razza di cane, alcuni dei quali sono tratti dalla vita personale di Joe Brumm. Brumm ha avuto un Blue Heeler di nome Bluey per tutta la sua infanzia, oltre a un dalmata di nome Chloe. Bandit è basato su un Blue Heeler appartenente all'amico di suo padre. La carriera di Bandit come archeologo è stata ispirata dal fratello maggiore di Brumm, Adam. L'età di Bluey e Bingo, rispettivamente sei e quattro anni, è ispirata all'età delle figlie di Brumm all'epoca della realizzazione dell'episodio pilota.

### Doppiaggio
I genitori dei due protagonisti, ovvero Chilli e Bandit, sono doppiati rispettivamente da Melanie Zanetti, attrice, e da David McCormack, cantante e membro della band australiana Custard. Entrambi hanno prestato la voce anche per l'episodio pilota del 2017. I due attori lavorano in città diverse: McCormack registra i suoi dialoghi a Sydney, mentre Zanetti e il resto del cast registrano a Brisbane nella sede di Ludo Studio. Questo ha fatto sì che i due attori si incontrassero per la prima volta solo nel novembre 2022.
L'accento australiano dei doppiatori viene mantenuto anche nelle distribuzioni in altri paesi anglofoni, come il Regno Unito e gli Stati Uniti d'America: l'unica eccezione è rappresentata da alcuni termini australiani che vengono modificati per il mercato estero (la parola capsicum, che in Australia indica il peperone, viene rimpiazzata con pepper nella versione distribuita da Disney).

### Temi
Brumm voleva dimostrare che il gioco autodiretto e non strutturato è naturale nel plasmare i bambini e consentire loro di svilupparsi. Ha consultato la ricerca basata sul gioco socio-drammatico, leggendo le opere di Sara Smilansky e Vivian Paley, che avevano entrambi un background nell'educazione della prima infanzia. Gli episodi mostrano i genitori come guide per i loro figli, che consentono loro di esplorare l'ambiente circostante in modo indipendente, dando loro l'opportunità di esercitare ruoli da adulti. Brumm ha tratto ispirazione per le sceneggiature dalle proprie esperienze nel guardare le sue figlie giocare, che ha descritto come "naturale per loro come respirare". Le sceneggiature del programma mostrano come i bambini possono utilizzare i giochi per apprendere lezioni e integrare il mondo degli adulti nel proprio; Brumm ha notato come i suoi figli ricreassero interazioni come le visite dal dottore, attraverso il gioco di ruolo. Pearson ha affermato che il gioco rappresenta le prime esperienze di collaborazione, cooperazione, responsabilità ed emozioni dei bambini come la gelosia. Brumm ha scoperto l'importanza dell'apprendimento basato sul gioco dopo che sua figlia ha lottato con l'istruzione formale, il che lo ha portato a escludere elementi di alfabetizzazione e matematica in Bluey e concentrarsi sull'apprendimento di abilità sociali. Brumm ha dichiarato di volere che la serie descrivesse la sua esperienza di genitore piuttosto che mirare a insegnare esplicitamente qualcosa ai bambini. I suoi obiettivi creativi erano far ridere i bambini e mostrare ai genitori cosa possono imparare i bambini mentre sono impegnati nel gioco.(EN) Michael Crooks, Bluey's secrets: How the ABC smash hit taps into young minds, su The New Daily, 1º dicembre 2019. URL consultato il 10 marzo 2024 (archiviato dall'url originale il 1º dicembre 2019).

### Ambientazione
Bluey è ambientato a Brisbane, capitale del Queensland. Costa Kassab è uno dei direttori artistici della serie e ha disegnato le location basandosi su luoghi reali di Brisbane, inclusi parchi e centri commerciali. Tra i luoghi raffigurati nella serie si riconoscono Queen Street Mall e South Bank, oltre a punti di riferimento come The Big Pelican sul fiume Noosa.
La casa dei protagonisti si trova in cima a una collina, in una piazzetta su cui affacciano anche le case di alcuni loro vicini. La scuola frequentata da Bluey si trova invece in aperta campagna ed è attraversata da un ruscello.

### Musica
Joff Bush è uno dei principali compositori di Bluey, scrivendo lui stesso metà della colonna sonora e guidando un gruppo di altri compositori, tra cui David Barber. Bush si è laureato al Queensland Conservatorium, dove ha incontrato Pearson, e prima di Bluey ha lavorato a serie come The Family Law e Australian Survivor. Bush ha affermato che ogni episodio ha il suo stile musicale unico e gli piace essere coinvolto negli episodi mentre sono sceneggiati. Per le registrazioni vengono regolarmente suonati strumenti dal vivo. Ogni episodio di Bluey è composto individualmente, una decisione presa da Brumm, che si è ispirato alle composizioni originali per Charlie e Lola mentre lavorava alla serie nel Regno Unito. In molti casi, le musiche di sottofondo richiamano brani di musica classica, come ad esempio il Rondò alla turca di Wolfgang Amadeus Mozart, il Canone in re di Pachelbel e l'Inno alla gioia di Ludwig van Beethoven.
Bush ha inoltre composto la sigla del cartone, ed ha ricevuto diversi riconoscimenti per la colonna sonora.

### Sequenza iniziale
I quattro protagonisti, ovvero Bandit, Bluey, Bingo e Chilli, compaiono su uno sfondo azzurro mentre giocano alle statue musicali. Nell'ordine, vengono eliminati Chilli, Bandit e Bingo. Alla fine rimane solo Bluey, che salta mentre sopra di lei compare il logo del programma. Infine, dopo una scena introduttiva, su uno sfondo azzurro compare il titolo dell'episodio mentre uno dei personaggi esclama: Questo episodio di Bluey si intitola...
Esiste una variazione di questa sequenza, utilizzata nell'episodio Bingo della seconda stagione: in questa versione, dopo Chilli e Bandit, è Bluey ad essere eliminata. Lo sfondo diventa arancione e Bingo prende il posto di Bluey nella scena finale; inoltre, dopo la scena introduttiva, il titolo dell'episodio compare su sfondo arancione e Bingo esclama: Questo episodio di Bingo si intitola "Bingo"!

## Trasmissione
In Australia, la serie viene trasmessa su ABC Kids e in streaming su ABC iView. A livello mondiale, Disney detiene i diritti di trasmissione e trasmette il cartone su Disney Junior e sul suo servizio di video on demand Disney+.
Nel Regno Unito, la BBC, che distribuisce Bluey a livello mondiale, trasmette il cartone sul suo canale per bambini CBeebies.
In Italia viene trasmessa su Rai Yoyo, e a rotazione gli episodi sono visibili su RaiPlay.

## Altri media

### Adattamenti teatrali

#### Bluey's Big Play
Nel 2020, viene realizzato uno spettacolo teatrale chiamato Bluey's Big Play. Inizialmente disponibile solo in Australia a causa delle restrizioni causate dalla pandemia di COVID-19, nel 2022 lo spettacolo ha iniziato ad essere replicato anche in altri paesi del mondo, tra cui gli Stati Uniti.
I personaggi sono rappresentati da dei pupazzi, ciascuno di essi controllato da due attori.

#### Leolandia
A partire dal 18 marzo 2023, Bluey ha fatto parte di uno spettacolo del parco divertimenti Leolandia. Lo spettacolo, inizialmente previsto fino alla fine di maggio, è stato mantenuto fino a gennaio 2024.

### Libri
Nell'aprile 2019, BBC Studios stringe un accordo con Penguin Random House Australia per la pubblicazione di libri sul cartone. I primi tre libri pubblicati sono stati The Beach, Fruit Bat e un album di figurine intitolato Time to Play.  Tutti e tre i libri sono stati riconosciuti come le uscite più vendute nelle classifiche settimanali dei libri australiani di novembre 2019, e avevano venduto un totale di 350.000 copie entro gennaio 2020. Le vendite combinate dei primi nove libri hanno raggiunto 1 milione nel giugno 2020; e la cifra per tutti i libri aveva raggiunto i 5 milioni entro ottobre 2022. Nel settembre 2020, i termini dell'accordo sono stati rivisti per includere i diritti di distribuzione globale.

### Album musicali
Il 22 gennaio 2021 viene rilasciato Bluey: The Album, il primo album tratto dal cartone, contenente diciassette tracce della colonna sonora della prima stagione. Il 21 aprile 2023 viene rilasciato il secondo album, intitolato Bluey: Dance Mode, che comprende brani tratti dalla colonna sonora della seconda e terza stagione.

### Merchandise
Nel giugno 2019, Moose Toys è stata nominata partner globale di giocattoli per Bluey. La società ha annunciato che i giocattoli sarebbero stati rilasciati in Australia entro la fine del 2019 e successivamente nel resto del mondo. I peluche dei personaggi di Bluey e Bingo sono stati rilasciati a novembre 2019 e un set di figurine dei personaggi è stato rilasciato a dicembre dello stesso anno.
In Italia, il Gruppo Giochi Preziosi vende merchandise di Bluey.
Nel gennaio 2020, Bluey ha collaborato con Bonds per rilasciare una gamma di abbigliamento per bambini, inclusi pigiami, tutine e calzini con disegni dei personaggi. Nel maggio 2020 è stata lanciata anche una collezione di vestiti per adulti attraverso i negozi Peter Alexander, che è diventata la collezione più venduta nella storia del rivenditore. Nello stato australiano del Queensland, inoltre, è stato reso possibile ottenere certificati di nascita commemorativi (quindi non ufficiali) raffiguranti i personaggi del cartone animato.

### Videogiochi
Nel settembre 2023 viene annunciata la pubblicazione di un videogioco basato sul cartone animato, sviluppato da Artax Games.. Il gioco, intitolato Bluey: Il videogioco e pubblicato da Outright Games, esce il 17 novembre 2023 per Nintendo Switch, PlayStation 4, PlayStation 5, Xbox Series X e PC.

## Riconoscimenti
AACTA Awards 
- 2019, 2020, 2021, 2022 - Miglior serie per bambini

 APRA Screen Music Awards 
- 2021 - Miglior colonna sonora in un programma per bambini
- 2021 - Miglior album (per Bluey: The Album)

 ARIA Music Awards 
- 2021 - Miglior album per bambini (per Bluey: The Album)

 Asian Academy Creative Awards 
- 2020, 2022 - Miglior programma per bambini in età prescolare

 Australian Book Industry Awards 
- 2020 - Libro illustrato per bambini (età 0-6 anni) dell'anno (per The Beach)
- 2020 - Libro dell'anno (per The Beach)

 International Emmy Kids Awards 
- 2019 - Miglior programma per bambini in età prescolare

 Kidscreen Awards 
- 2021, 2023 - Miglior serie animata
- 2021 - Miglior regia
- 2021 - Miglior sceneggiatura
- 2021 - Miglior colonna sonora

 Logie Awards 
- 2019, 2022 - Miglior programma per bambini

 Prix Jeunesse International Awards 
- 2022 - TV: Miglior episodio di un programma per bambini (età 0-6 anni) (per Sleepytime)

 Screen Producers Australia Awards 
- 2021 - Serie animata dell'anno
- 2021 - Export dell'anno

 TV Tonight Awards 
- 2019, 2020, 2021, 2022 - Miglior programma per bambini dell'anno

 TV Blackbox Awards 
- 2021 - Programma per bambini più popolare dell'anno